# Oulchy-la-Ville
Oulchy-la-Ville település Franciaországban, Aisne megyében. Lakosainak száma 127 fő (2022. január 1.). Oulchy-la-Ville Billy-sur-Ourcq, Breny, Montgru-Saint-Hilaire, Oulchy-le-Château, Le Plessier-Huleu, Rozet-Saint-Albin és Saint-Rémy-Blanzy községekkel határos.

## Népesség
A település népességének változása:
| Lakosok száma | 150  | 140  | 116  | 128  | 123  | 117  | 122  | 125  | 124  | 127  |
|               | 1968 | 1982 | 1990 | 2006 | 2013 | 2015 | 2017 | 2019 | 2020 | 2022 |